# کارآگاه بایومکش باکشی
کارآگاه بایومکش باکشی (به هندی: Detective Byomkesh Bakshy!) فیلمی است محصول سال ۲۰۱۵ و به کارگردانی دیباکار بانرجی است. در این فیلم بازیگرانی همچون سوشانت سینگ راجپوت، آناند تیواری، سواستیکا موکرجی و لارن گوتلیب ایفای نقش کرده‌اند.